# Copey de Dota
Copey es un distrito del cantón de Dota, en la provincia de San José, de Costa Rica.

## Geografía
Copey cuenta con un área de 277,58 km² y una altitud media de 1853 m s. n. m.

## Demografía
Para el año 2022, Copey cuenta con una población estimada de 2491 habitantes, y para el último censo efectuado, en 2011, Copey contaba con una población de 1803 habitantes.

## Localidades
- Barrios: Bernardo Ureña.
- Poblados: Alto Cañazo, Alto indio, Alto Miramar, Cañón (parte), Cima, Cruce Chinchilla, Florida, Garrafa, Jaboncillo, Madreselva, Ojo de Agua (parte), Paso Macho (parte), Pedregoso, Providencia, Quebrada Grande (parte), Quebrador, Río Blanco, Salsipuedes (parte), San Carlos, San Gerardo, Trinidad, Vueltas.

## Transporte

### Carreteras
Al distrito lo atraviesan las siguientes rutas nacionales de carretera:
- Ruta nacional 2
- Ruta nacional 315